# Empreinte (satellite)

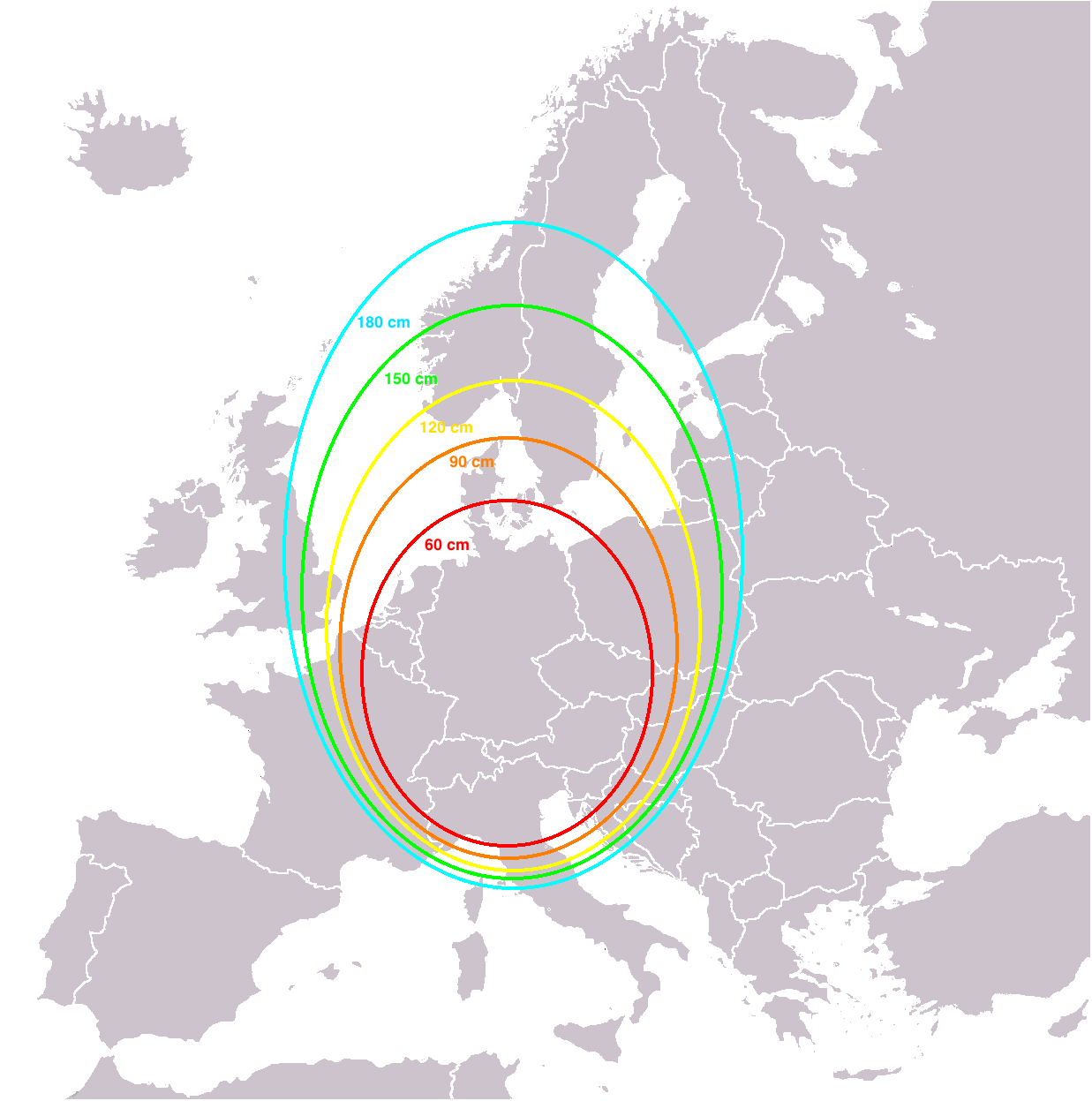
Exemple d'une empreinte elliptique avec une zone de réception couvrant l'Allemagne, l'Autriche et la Suisse. Les ellipses indiquent le diamètre d'antenne nécessaire pour la réception, en centimètres.

Pour les articles homonymes, voir Empreinte.
L'empreinte (en anglais footprint) d'un satellite de télécommunications correspond à la zone au sol couverte par les transpondeurs qui assurent une couverture, et elle détermine le diamètre de la parabole satellite nécessaire pour recevoir le signal de chaque transpondeur. Il existe généralement une carte différente pour chaque transpondeur (ou groupe de transpondeurs), chacun pouvant viser des zones distinctes.
Les cartes d’empreinte indiquent généralement soit le diamètre estimé minimum de la parabole satellite, soit la puissance du signal dans chaque zone mesurée en dBW.